# Уравнение Пелля
В математике уравнение Пелля — диофантово уравнение вида
{\displaystyle x^{2}-ny^{2}=1,}
где {\displaystyle n} — натуральное число, не являющееся квадратом.

## Простейшие свойства
- Пары {\displaystyle (\pm 1,\,0)} всегда являются решениями, называемыми тривиальными.
- Ввиду симметрии достаточно найти все решения с положительными {\displaystyle x} и {\displaystyle y}.
- Если {\displaystyle n} является полным квадратом, то у уравнения нет нетривиальных решений, поскольку в левой части стоит разность двух полных квадратов, что объясняет ограничение на параметр {\displaystyle n}.

## Эквивалентные формулировки и связь с теорией полей
Пара {\displaystyle (x,y)} является решением уравнения Пелля тогда и только тогда, когда норма числа {\displaystyle x+y{\sqrt {n}}} в расширении {\displaystyle \mathbb {Q} ({\sqrt {n}})} поля {\displaystyle \mathbb {Q} } равна единице:
{\displaystyle N(x+y{\sqrt {n}})=(x+y{\sqrt {n}})(x-y{\sqrt {n}})=x^{2}-ny^{2}.}
В частности, решению соответствует единица кольца {\displaystyle \mathbb {Z} [{\sqrt {n}}]}. Поэтому, а также в силу мультипликативности нормы, решения можно как «умножать», так и «делить»: решениям {\displaystyle (x_{1},\;y_{1})} и {\displaystyle (x_{2},\;y_{2})} можно поставить в соответствие решения
{\displaystyle (x_{1}x_{2}+ny_{1}y_{2},\;x_{1}y_{2}+y_{1}x_{2}),\quad (x_{1}x_{2}-ny_{1}y_{2},\;-x_{1}y_{2}+y_{1}x_{2}).}
Кроме того, существование нетривиальных решений таким образом может быть выведено из теоремы Дирихле о единицах (утверждающей в данном случае, что ранг группы единиц кольца целых расширения {\displaystyle \mathbb {Q} ({\sqrt {n}})} равен 1).

## Связь с цепными дробями
Легко видеть, что при больших {\displaystyle x} и {\displaystyle y}, являющихся решениями уравнения Пелля, отношение {\displaystyle x/y} должно быть близким к {\displaystyle {\sqrt {n}}}. Оказывается, что верно и более сильное утверждение: такая дробь должна быть подходящей дробью для {\displaystyle {\sqrt {n}}}, и имеет место следующий критерий:
| Числитель и знаменатель подходящей дроби для {\displaystyle {\sqrt {n}}} являются решением уравнения Пелля тогда и только тогда, когда номер этой подходящей дроби нечётен и сравним с {\displaystyle -1} по модулю {\displaystyle P}, где {\displaystyle P} — период цепной дроби для {\displaystyle {\sqrt {n}}}. |

## История
Первые упоминания о таком уравнении были найдены в работах математиков Древней Греции и Древней Индии. Общий способ решения уравнения — так называемый «циклический метод» — присутствует в работах индийского математика VII века Брахмагупты, впрочем, без доказательства, что этот метод всегда приводит к решению. В общем виде задачу сформулировал французский математик Пьер Ферма, поэтому во Франции данное уравнение называется «уравнением Ферма». Современное же название уравнения возникло благодаря Леонарду Эйлеру, ошибочно приписавшему их авторство Джону Пеллю.